# جو كينيدي (لاعب كرة قدم)
جو كينيدي (بالإنجليزية: Joe Kennedy)‏ (15 نوفمبر 1925 في المملكة المتحدة - 17 سبتمبر 1986 في المملكة المتحدة) هو مدرب كرة قدم ولاعب كرة قدم بريطاني (وحمل سابقاً جنسية المملكة المتحدة لبريطانيا العظمى وأيرلندا) في مركز الدفاع. لعب مع وست بروميتش ألبيون ونادي تشستر سيتي.

## وصلات خارجية
- جو كينيدي على موقع قاعدة بيانات كرة القدم.إي يو (الإنجليزية)